# 豊橋市立大崎小学校
豊橋市立大崎小学校（とよはししりつ おおさきしょうがっこう）は、愛知県豊橋市大崎町にある公立小学校。

## 概要
- 大崎町、船渡町、明海町が校区であり、公立中学校の進学先は豊橋市立南稜中学校である。
- 旧・渥美郡高師村の小学校であった。

## 沿革
- 1873年（明治6年）10月 - 渥美郡大崎村に大崎学校として開校。龍源院[注釈 1]を仮校舎とする。
- 1886年（明治19年） - 老津学校を統合する。
- 1887年（明治20年） - 尋常小学大崎学校に改称する。
- 1888年（明治21年）2月 - 老津尋常小学校を分離する。
- 1889年（明治22年）10月1日 - 町村制により渥美郡大崎村が発足。
- 1892年（明治25年） - 野依尋常小学校に改称する。
- 1906年（明治39年）8月31日 - 高師村、野依村、磯辺村、福岡村、植田村、大崎村が合併し、高師村が発足。
- 1907年（明治40年）1月 - 大崎尋常小学校に改称する。
- 1924年（大正13年） - 現在地に校舎を新築し、移転する。
- 1932年（昭和7年）9月1日 - 高師村が豊橋市に編入される。
- 1941年（昭和16年）4月1日 - 大崎国民学校に改称する。
- 1947年（昭和22年）4月1日 - 豊橋市立大崎小学校に改称する。
- 1973年（昭和48年） - 学校創立百年記念式を行う。
- 1994年（平成6年）4月 - 神野新田町字沖ノ島が大崎小学校校区から磯辺小学校校区に移る。

## 交通アクセス
- 豊鉄バス中浜大崎線「大崎小学校」バス停より徒歩約3分。

豊橋駅前より【7系統】「トピー工業前」行。【8系統】「デンソー前」行。
- 豊鉄バス中浜大崎線、小浜大崎線、伊良湖本線「大崎北」バス停より徒歩約5分。

豊橋駅前より【7系統】「トピー工業前」行。【8系統】「デンソー前」行。【9系統】「大崎」（中野町経由）行。【11系統】「大崎」（小浜経由）行。【2系統】「伊良湖岬」行。

## 周辺施設
- おおさきこども園
- JA豊橋大崎
- トピー工業豊橋製造所
- 武蔵精密工業第一明海工場
- 東洋製罐豊橋工場